# Cantón de Épinal-Este
El cantón de Épinal-Este era una división administrativa francesa, que estaba situada en el departamento de Vosgos y la región de Lorena.

## Composición
El cantón estaba formado por diez comunas, más una fracción de la comuna que le daba su nombre:
- Arches
- Archettes
- Deyvillers
- Dignonville
- Dinozé
- Dogneville
- Épinal (fracción)
- Jeuxey
- La Baffe
- Longchamp
- Vaudéville

## Supresión del cantón de Épinal-Este
En aplicación del Decreto nº 2014-268 de 27 de febrero de 2014, el cantón de Épinal-Este fue suprimido el 22 de marzo de 2015 y sus 11 comunas pasaron a formar parte; ocho del nuevo cantón de Épinal-2, dos del nuevo cantón de Épinal-1 y la fracción de la comuna que le daba su nombre se unió con la otra fracción para que, por medio de una reestructuración cantonal, fueran creados los nuevos cantones de Épinal-1 y Épinal-2.